# 4e division de fusiliers (Russie)
Pour les articles homonymes, voir 4e division et Division de fer.
La 4e division de fusiliers (en russe : 4-я стрелковая бригада), appelée aussi division de fer (en russe : Железная дивизия), est une unité de l’armée impériale russe issue de la 4e brigade de fusiliers (devenue division en avril 1915).

## Guerre russo-turque de 1877-1878
Durant la guerre russo-turque, les 13e, 14e, 15e et 16e bataillons de la brigade s’illustrent lors du franchissement du Danube le 21 juin 1877 (3 juillet dans le calendrier grégorien) à Zimnicea, ils font partie du détachement avancé du général Gourko et défendent les positions russe lors de la bataille de Chipka face à la supériorité numérique de l’armée ottomane. En hommage à la ténacité de la brigade face aux Turcs elle reçoit le surnom de « brigade de fer ».

## Première Guerre mondiale
Le surnom « de fer » est de nouveau attribué à la 4e brigade (puis division) pour sa conduite lors de la Première Guerre mondiale. Elle fait environ 70 000 prisonniers de guerre de 1914 à 1917.

### Historique

#### 1914
La 4e brigade, commandée par le général Baufal, fait partie de la VIIIe armée du général Broussilov (engagée sur le front du sud-ouest). Elle est composée de quatre régiments de fusiliers (numéros 13 à 16) ainsi que d’une unité d’artillerie. Le 3 septembre 1914, pendant la bataille de Lemberg, le général Dénikine est nommé commandant de la brigade.
Après sa prise de fonction le 6 septembre, Dénikine obtient rapidement de premiers succès. La brigade participe aux combats de Gródek qui valurent à Dénikine une épée de Saint-Georges.
Environ un mois plus tard, alors que la VIIIe armée s’enlise dans une guerre de positions, Dénikine identifie des points faibles dans les défenses ennemies et lance le 24 octobre 1914, sans préparation d’artillerie, un assaut résultant par la prise du village Gorny Loujek où se trouvait l’état-major de l’archiduc Joseph-Auguste de Habsbourg-Lorraine (qui s’échappe à la dernière minute). En récompense Dénikine obtient l’Ordre de Saint-Georges de 4e classe.
En novembre 1914, lors des combats dans les Carpates, la « brigade de fer » parvient à s’emparer de la ville et de la gare de Medzilaborce. Alors que la brigade ne compte que 4 000 hommes, elle fait 3 730 prisonniers et prend 9 pièces d’artillerie.

#### 1915
En février 1915 la brigade de fer est envoyée en soutien aux unités du général Kaledine et parvient à capturer plusieurs sommets entourant les positions ennemies autour du village Lutowiska, faisant 2 000 prisonniers et repoussant les forces de l'empire d'Autriche-Hongrie sur la rive opposée de la rivière San. Ces combats valent à Dénikine l’Ordre de Saint-Georges de 3e classe.
Début 1915, Dénikine refusa l’offre de prendre le commandement d’une division, préférant rester avec sa brigade de « fusiliers de fer ». L’état-major trouve finalement une autre solution en transformant en avril 1915 la 4e brigade de fusiliers en division.
Au cours de la retraite de l’armée russe en septembre 1915, la division passa soudainement à la contre-offensive, prenant Loutsk et faisant prisonniers 158 officiers et 9 773 soldats. Le 13e régiment de fusiliers sous le commandement de Sergueï Markov s’illustre particulièrement à cette occasion.
En octobre la division force le passage de la rivière Stryï et s’empare de Tchartoriisk, fixant ainsi de nombreuses unité adverses jusqu’à l’ordre de repli du 22 octobre. La prise de Tchartoriisk vaut au commandant du 16e régiment de fusiliers, le lieutenant-colonel Oudovitchenko, l’Ordre de Saint-Georges de 3e classe.

#### 1916-1917
En mai 1916 la division participe à l’offensive Broussilov. Elle perce six lignes ennemies et parvient à reprendre la ville de Loutsk.
En septembre 1916 le général S. L. Stankevitch prend le commandement de la 4e division de fusiliers, le général N. L. Batranets lui succède à ce poste fin août 1917. Batranets commande encore l’unité quand elle est intégrée fin 1917 à la nouvelle armée ukrainienne.